# Gewöhnliche Mondspinne
Die Gemeine oder Gewöhnliche Mondspinne (Parasteatoda lunata), wie die gleichnamige Gattung oft auch einfach als Mondspinne bezeichnet, ist eine Spinnenart aus der Familie der Haubennetz- oder Kugelspinnen (Theridiidae). Die farblich sehr ansprechende Art ist in Mitteleuropa weit verbreitet und häufig.

## Beschreibung
Männchen der Gewöhnlichen Mondspinne erreichen eine Körperlänge von etwa 3,0 mm, Weibchen 3,5 bis 5,0 mm. Wie bei allen Vertretern der Gattung ist der Hinterleib (Opisthosoma) höher als lang. Die Grundfärbung ist sehr variabel. Der Vorderleib (Prosoma) ist einfarbig braun oder rot. Die Grundfarbe des Opisthosomas ist rot oder schwarzbraun, darauf zeigt die Art eine komplexe Zeichnung. Diese besteht auf der Oberseite aus zwei kleinen, weißen, eckigen Flecken, an den Seiten aus einem großen, leuchtend orangen und breit weiß begrenzten Längsfleck und auf der Rückseite aus drei großen, gelben, halbmondförmigen Flecken. Die Beine sind hellbeige und dunkel geringelt oder einfarbig rot.

## Verbreitung und Lebensraum
Die Gewöhnliche Mondspinne besiedelt große Teile der Paläarktis von Irland und den Kanarischen Inseln nach Osten bis Kamtschatka und Japan. In Nord-Süd-Richtung reicht die Verbreitung von Skandinavien bis Israel und im Osten nach Süden bis China. Das Verbreitungsgebiet umfasst die boreale bis mediterrane Zone. Die Art fehlt in Europa in Island sowie in Griechenland. Die Art bewohnt hier vor allem reiche und etwas feuchte Laubwälder und deren Ränder.

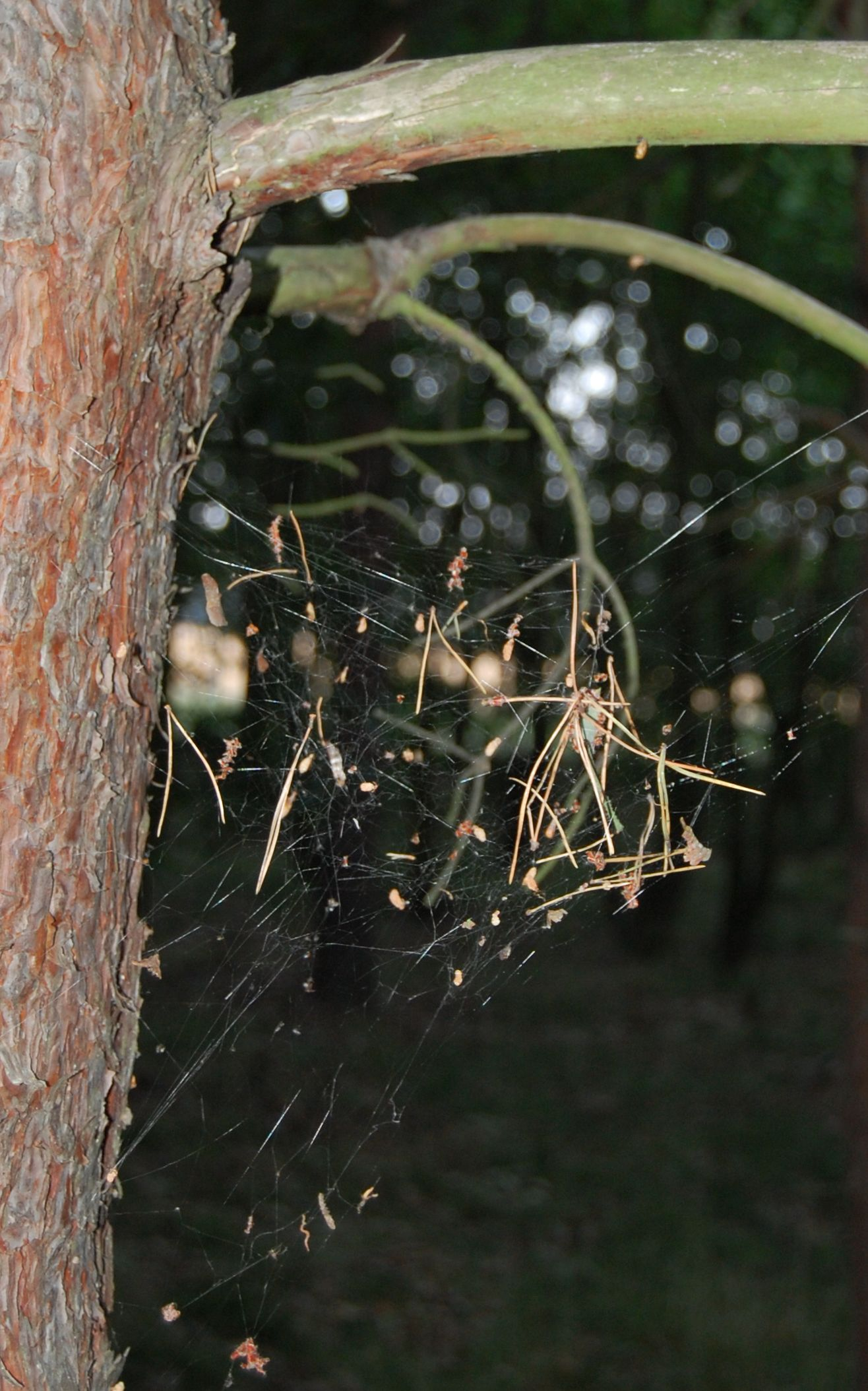
Netz einer Gewöhnlichen Mondspinne an einer Kiefer. Der Schlupfwinkel der Spinne befindet sich unter den Pflanzenteilen in der Mitte der rechten Bildhälfte.

## Lebensweise
Die Gewöhnliche Mondspinne baut ihr Netz an Baumstämmen unter stärkeren Seitenästen, an der Unterseite schräg stehender Bäume und an ähnlichen Stellen, die von oben eine gewisse Deckung bieten. Sie hält sich meist im Netz in einem Versteck unter lockeren Pflanzenteilen auf. Geschlechtsreife Tiere werden von Mai bis Juli gefunden.

## Gefährdung
Die Gewöhnliche Mondspinne ist weit verbreitet und in geeigneten Habitaten häufig. Sie wird in Deutschland in der Roten Liste als „ungefährdet“ eingestuft.